# El Abra
El Abra è un sito archeologico, situato nella valle che porta lo stesso nome, a est della città di Zipaquirá, nel dipartimento di Cundinamarca in Colombia. Questo sistema di caverne è uno dei primi luoghi di abitazione nelle americhe, usate dall'Homo sapiens del periodo tardo pleistocene.

## Stratigrafia
Le prime ricerche nella zona vennero effettuate nel 1967, e la stratigrafia degli strumenti fatti in pietra, le ossa, e i fossili vegetali hanno permesso di accertare una datazione intorno al 12.400 a.C. circa. 
 Stadiale Fúquene 
Va dal 15.000 a.C. al 12.500 a.C. È caratterizzato dal clima freddo, la flora tipica dell'ecosistema di páramo, e da oggetti di pietra.
 Interstadiale Guantiva 
Circa 12.500 anni fa ci fu un aumento della temperatura nella zona, che permise la proliferazione della foresta nebulosa delle Ande e la proliferazione di diverse specie animali, che rese la caccia più semplice. Con il clima che diventava più gradevole, le caverne cominciarono ad essere abbandonate.
 Stadiale Tibitó 
Gli scavi di questo periodo, vicino al villaggio di Tocancipá, sono datati intorno all'11.400 a.C. Vi sono resti di ossa e della fauna del Pleistocene, come il mastodonte (Haplomastodon e Cuvieronius hyodon), il cavallo americano (Equus amerhipuus lasallei), e il cervo (Odocoileus virginianus), e vi sono anche tracce di cerimonie rituali.
 Stadiale El Abra 
Datato intorno all'11.000 a.C., è caratterizzato da un raffreddamento del clima, dalla riduzione della regione forestale, e da una glaciazione. A partire da questo periodo, nella zona archeologica delle cascate di Tequendama degli Soacha, vi erano degli strumenti in pietra creati in forma più liscia, fatti di materiale proveniente dal fiume Magdalena, come la quarzite.
 Olocene 
Quando intorno al 10.000 a.C. l'ultima glaciazione finì, le foreste andine cominciarono a riapparire. Ci fu un aumento della caccia ai roditori e del consumo di verdura. Le caverne di Abra vennero progressivamente abbandonate.
 Aguazuque 
Nel 5.000 a.C. vennero a stabilirsi delle terrazze per la coltivazione.